# Panzerzug Pionier Szeroki
Der Panzerzug Pionier Szeroki (zu deutsch: Pionier Breit, weil der Zug ein Breitspurzug war) war ein improvisierter polnischer Panzerzug aus der Zeit des Polnisch-Sowjetischen Krieges von 1919 bis 1920.

## Geschichte
Die Ursprünge des Panzerzuges Pionier Szeroki gehen zurück bis nach Russland zur Zeit der Oktoberrevolution. Hier wurde der Panzerzug gebaut und in der Sowjetunion eingesetzt. In der Zwischenzeit fiel den Ukrainern dieser Panzerzug in die Hände und wurde am Ende des Polnisch-Ukrainischen Krieges, am 23. Oktober 1919, an Polen übergeben. Der Name des Panzerzuges stand fest, als die Besatzung des Panzerzug Pionier von deren Panzerzug abgezogen wurde und diesen neuen nun nutzen sollte. Kurzerhand nannten sie diesen auch Pionier. Da es sich aber bei den sowjetischen Gleisen um breitere als in Polen handelte, erhielt der neue Panzerzug Pionier nun den Beinamen Szeroki (deutsch: Breit). Auch wurde die Panzerzugnummer 10 mit übernommen.

## Technische Daten
Die Grundvariante des Panzerzuges wurde unverändert von den Ukrainern übernommen. Dazu zählten eine gepanzerte Lokomotive der russischen Baureihe Ow, welche mit zwei gepanzerten Wagen, bei dem ein Wagen mit einer Kanone und der andere mit einer Haubitze bewaffnet war.
Im März 1920 wurde der Panzerzug mit einem neuen Wagen aus Lemberg verstärkt. Dieser hatte eine 120-mm-Haubitze in einem Drehbaren Turm mit 360° Schwenkbereich.

## Einsatz
Zum Einsatz kam der Panzerzug Pionier Szeroki während des Polnisch-Sowjetischen Krieges. Da der gesamte Panzerzug die breite Spurweite der sowjetischen Gleise hatte, konnte dieser ohne große Verzögerung genutzt werden. Am 24. Februar 1920 fanden Kämpfe im Bereich Podolien statt. Dort wurde die 2. Kompanie des 38. Lemberger Schützenregiments aus dem Raum vertrieben. Daraufhin setzte die 12. Kompanie des Regiments zu einem Gegenangriff an. Die Sowjetische Seite hatte dabei die Unterstützung der beiden Panzerzüge Groza und Panzerzug Śmierć pasożytom. Der Angriff geriet ins Stocken und die gesamt Eisenbahnlinie von Zmierzynka nach Płoskirów stand kurz davor in feindliche Hände zu fallen. Der Oberleutnant Janusz Górecki, Kommandeur der 3. Kompanie, erkannte den Ernst der Lage und setzt mit seiner Einheit und dem Panzerzug Pionier Szeroki zu einem Entlastungsangriff an. Durch die schwere Bewaffnung der 3. Kompanie und des Panzerzuges, gelang der Angriff und der Vormarsch konnte aufgehalten werden. Durch den Entlastungsangriff konnte sich die 12. Kompanie lösen und ebenfalls zum Gegenangriff ansetzten und die Imitative übernehmen. Die Kompanien konnten, zusammen mit dem Panzerzug, die sowjetischen Truppen bis nach Kalna Dereznia zurück drängen.
Einer der feindlichen Panzerzüge zog sich zurück, der zweite hatte einen technischen Defekt an der Lokomotive. Oberleutnant Janusz Górecki der 3. Kompanie sah diesen Zug, ließ den letzten Wagen anzünden und verhinderte einen möglichen Rückzug dieses Panzerzuges. Dadurch konnten die restlichen Wagen in die Hände der polnischen Armee fallen. Einige Monate später, am 17. Juni 1920, fanden weitere schwere Kämpfe in Podolien statt. Dabei kam es zum Verlust des Panzerzuges Pionier Szeroki.

## Zugzusammensetzung
Der Panzerzug verfügte 1919 über folgende Fahrzeuge:
- gepanzerte russische Lokomotive der Baureihe Ow
- zwei Kampfwagen, einer mit Kanone und einer mit einer Haubitze
- zwei Artilleriewagen mit je zwei Kanonen und acht Maschinengewehren, vier davon in drehbaren Türmen
- ein Infanteriewagen

## Verbleib
Am 17. Juni 1920 wurde der Panzerzug Pionier Szeroki bei schweren Kämpfen in Podolien vernichtet. Auf welche Art und Weise ist nicht bekannt.